# Fabiana Diniz
Fabiana "Dara" Carvalho Carneiro Diniz, född 13 maj 1981 i Guaratinguetá, är en brasiliansk före detta handbollsspelare. Hon spelade i det brasilianska landslaget och deltog vid flera världsmästerskap i handboll och blev 2013 världsmästare med Brasilien.

## Klubbkarriär
Fabiana Diniz, som går under smeknamnet Dara, började att spela handboll i sin hemstad. Den sista klubben hon spelade för i Brasilien 2003 för Mauá / São Gonçal. Hon flyttade i slutet av 2003 till den portugisiska klubben Gil Eanes. Senare gick hon med i den spanska klubben Cleba León Balonmano. Med Cleba León vann hon spanskas Copa ABF i september 2006. 2008 valde Diniz att spela för Orsán Elda Prestigio. Tillsammans med Orsán Elda Prestigio deltog hon i EHF Champions League.
Fabiana Diniz flyttade till CB Mar Alicante 2009 och gick senare till Bera Bera. Med båda klubbarna deltog hon i EHF-cupen. Sommaren 2012 tecknade hon ett kontrakt med den österrikiska klubben Hypo Niederösterreich. Med Hypo vann hon både det österrikiska mästerskapet och ÖHB-cupen säsongerna 2012–2013 och 2013–2014. I EHF Champions League 2012–2013 blev Hypo Niederösterreich utslagna efter den inledande omgången, men kvalificerade sig för den pågående tävlingen i cupvinnarcupen i handboll. Där gick Hypo till finalen och vann finalen mot den franska klubben Issy Paris Hand. 2014 flyttade hon till franska Nantes Atlantique Handball. Från och med den 1 juli 2015 hade hon kontrakt med den tyska klubben SG BBM Bietigheim. Hon avslutade karriären sommaren 2016 efter OS i Rio.

## Landslagskarriär
Fabiana Diniz spelade inledningsvis för det brasilianska juniorlandslaget och ingick sedan i truppen till seniorlandslaget. Med Brasilien deltog hon i de 14:e panamerikanska spelen i Santo Domingo 2003, de 15:e panamerikanska spelen i Rio de Janeiro 2007 och de 16:e panamerikanska spelen i Guadalajara 2011, där hon vann guldmedaljen. Hon deltog vid de olympiska spelen 2004 i Aten, de olympiska spelen 2008 i Peking, de olympiska spelen 2012 i Londonoch de olympiska spelen 2016 i Rio de Janeiro.
Fabiana Diniz spelade för Brasilien i flera VM-turneringar. Vid VM 2013 i Serbien vann hon VM-guldet med sitt landslag. Vid de panamerikanska mästerskapen noterade hon fem turneringssegrar.
Hon spelade 211 landskamper och stod för 349 mål i landslaget. Hon spelade som mittsexa och var lagkapten i landslaget.